# مينيدو غونزاليس
مينيدو غونزاليس (بالبرتغالية والجاليكية Mendo Gonçalves ) كان دوق شبه مستقل في غاليسيا بحيث أنه كونت البرتغال (997-1008) وشخصية بارزة في مملكة ليون لأنه كان حما لألفونسو الخامس حتى 1003 ولأنه وصي على العرش الصبي بعد وفاة والده برمودو الثاني تركاً ابنه في أيدي والدته وكونت البرتغال، وأيضا حفاظ على العلاقات الدبلوماسية مع خلافة قرطبة حتى 1004 ثم دخل معهم في حالة حرب، وفي سنواته الأخيرة أصبح عليه أن يتعامل مع الغزاة الفايكنغ إلى أن تم قتله على أيديهم.

## نسبه

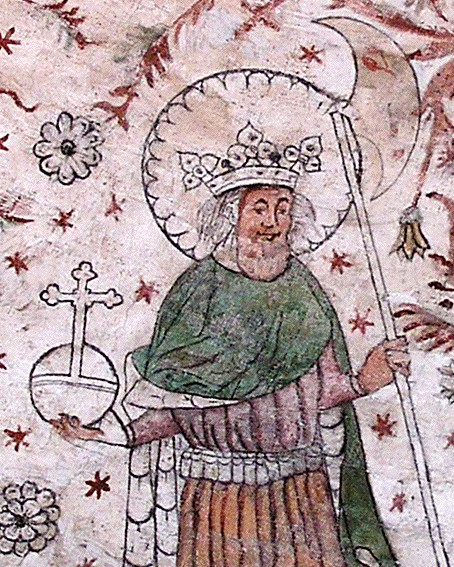
أولاف الثاني ملك النرويج الذي يعتقد هو من قتل مينيدو

مينيدو كان حما لألفونسو الخامس ملك ليون هو ابن غونزالو مينيديس ابن هرمنغيلدو غونزاليس ومومدونا دياس ابنة ديوغو فرينادينز والكونتيسة أونيجا و هرمنغيلدو هو ابن غونزالو بيتوتيز، ووالدته هي إيلدوارا بيلايز، زوجته ربما تكون تودا أو توتا حيث نتج عن هذا الزواج خمسة أبناء وثلاث بنات أغلب أبنائه توفوا في 1014 ومن بناته الملكة إلبيرة مينيديس زوجة ألفونسو الخامس ملك ليون ووالدة سانشا الليونية زوجة فرناندو الأول ملك ليون وقشتالة وبرمودو الثالث ملك ليون، من بناته إيلدوارا مينيديس حيث أصبحت كونتيسة البرتغال بالمناصفة مع زوجها نونو الأول ألفيتيز ابن ألفيتو نونس حفيد الكبير لكونت الثاني لوسيديو ڤيمارنس ابن ڤيمارا بيريز.